# دانیل سنرت
دانیل سنرت (آلمانی: Daniel Sennert؛ ۲۵ نوامبر ۱۵۷۲ – ۲۱ ژوئیهٔ ۱۶۳۷) یک شیمی‌دان اهل آلمان بود.